# Asota sericea
Asota sericea là một loài bướm đêm thuộc họ Erebidae. Nó được tìm thấy ở Ấn Độ.
Sải cánh dài 59–64 mm.